# Marcusenius
Marcusenius es un género de pez en la familia Mormyridae endémico de África. Se destacan por tener la capacidad de producir y analizar débiles campos eléctricos que utilizan para orientarse, reproducirse, alimentarse y comunicarse.
De acuerdo a su morfología, puede agruparse dentro del grupo de «lucios del río Nilo» —junto al Mormyrops, Hippopotamyrus, Brienomyrus, Petrocephalus y Pollimyrus— que tienen pequeñas barbas. Además, al igual que los restantes géneros de su familia, poseen un cerebelo —o mormyrocerebellum— de gran tamaño, con un cerebro de tamaño proporcional al cuerpo comparable al de los humanos, relacionándose probablemente con la interpretación de señales bio-eléctricas.
Se alimentan de pequeños invertebrados y algunos crustáceos que se encuentran en las zonas pantanosas y arenosas de las riberas de los ríos. Son peces sociables, cuya forma de reproducción es poco conocida.
| Estado de conservación                               | Estado de conservación   | Estado de conservación | Estado de conservación | Estado de conservación |
| ---------------------------------------------------- | ------------------------ | ---------------------- | ---------------------- | ---------------------- |
| Estado                                               | Estado                   |                        | Porcentaje             | Porcentaje             |
| Preocupación menor (LC)                              | Preocupación menor (LC)  |                        | 51.4%                  | 51.4%                  |
| Vulnerable (VU)                                      | Vulnerable (VU)          |                        | 17.1%                  | 17.1%                  |
| Casi amenazada (NT)                                  | Casi amenazada (NT)      |                        | 5.7%                   | 5.7%                   |
| En peligro (EN)                                      | En peligro (EN)          |                        | 5.7%                   | 5.7%                   |
| Datos insuficientes (DD)                             | Datos insuficientes (DD) |                        | 20.0%                  | 20.0%                  |
| Nota: Categorías y criterios IUCN 2001, versión 3.1. |                          |                        |                        |                        |

Respecto al estado de conservación de las especies asociadas a este género, se puede indicar que de un total de 35 especies evaluadas por la IUCN, 18 pueden catalogarse en la categoría de «menos preocupante (LC o LR/lc)», 6 como «vulnerable (VU)», 2 como «casi amenazada (NT o LR/nt)» y 2 como «amenazado (EN)».
Las principales amenazas para el taxón son difusas y dependen de cada especie. Así, para aquellas que se encuentran en estado vulnerable o en peligro se tienen: deforestación, desarrollo de la agricultura y sequías —para el Marcusenius meronai—, pesca ilegal y contaminación —para el Marcusenius victoriae— o pérdida y degradación del hábitat debido a la agricultura y desarrollo urbano —observable en el Marcusenius brucii—, entre otras.

## Especies
- Marcusenius abadii (Boulenger, 1901)
- Marcusenius altisambesi (Kramer, P. H. Skelton, van der Bank & Wink, 2007)
- Marcusenius angolensis (Boulenger, 1905)
- Marcusenius annamariae (Parenzan, 1939)
- Marcusenius bentleyi (Boulenger, 1897)
- Marcusenius brucii (Boulenger, 1910)
- Marcusenius cuangoanus (Poll, 1967)
- Marcusenius cyprinoides (Linnaeus, 1758)
- Marcusenius deboensis (Daget, 1954)
- Marcusenius devosi (Kramer, P. H. Skelton, van der Bank & Wink, 2007)
- Marcusenius dundoensis (Poll, 1967)
- Marcusenius friteli (Pellegrin, 1904)
- Marcusenius furcidens (Pellegrin, 1920)
- Marcusenius fuscus (Pellegrin, 1901)
- Marcusenius ghesquierei (Poll, 1945)
- Marcusenius greshoffii (Schilthuis, 1891)
- Marcusenius intermedius (Pellegrin, 1924)
- Marcusenius johncygnar (Boulenger, 1902)
- Marcusenius kainjii (D. S. C. Lewis, 1974)
- Marcusenius kutuensis (Boulenger, 1899)
- Marcusenius leopoldianus (Boulenger, 1899)
- Marcusenius livingstonii (Boulenger, 1899)
- Marcusenius macrolepidotus (W. K. H. Peters, 1852)
- Marcusenius macrophthalmus (Pellegrin, 1924)
- Marcusenius mento (Boulenger, 1890)
- Marcusenius meronai (Bigorne & Paugy, 1990)
- Marcusenius monteiri (Günther, 1873)
- Marcusenius moorii (Günther, 1867)
- Marcusenius ntemensis (Pellegrin, 1927)
- Marcusenius nyasensis (Worthington, 1933)
- Marcusenius pongolensis (Fowler, 1934)
- Marcusenius rheni (Fowler, 1936)
- Marcusenius sanagaensis (Boden, Teugels & Hopkins, 1997)
- Marcusenius schilthuisiae (Boulenger, 1899)
- Marcusenius senegalensis (Steindachner, 1870)
- Marcusenius senegalensis gracilis (Pellegrin, 1922) (pez tronco)
- Marcusenius senegalensis pfaffi (Fowler, 1958)
- Marcusenius senegalensis senegalensis (Steindachner, 1870)
- Marcusenius stanleyanus (Boulenger, 1897)
- Marcusenius thomasi (Boulenger, 1916)
- Marcusenius ussheri (Günther, 1867)
- Marcusenius victoriae (Worthington, 1929)